# Nemîrînți, Teofipol
Nemîrînți (în ucraineană Немиринці) este un sat în comuna Voronivți din raionul Teofipol, regiunea Hmelnîțkîi, Ucraina.

## Demografie
Componența lingvistică a localității Nemîrînți
     Ucraineană (99,6%)
     Alte limbi (0,4%)
Conform recensământului din 2001, majoritatea populației localității Nemîrînți era vorbitoare de ucraineană (99,6%), existând în minoritate și vorbitori de alte limbi.